# Handball-Regionalliga Süd 1983/84
Die Saison 1983/84 der Handball-Regionalliga  Süd war die fünfzehnte Spielzeit, welche unter dem Dach des Süddeutschen Handballverbandes (SHV) organisiert wurde und nach der Bundesliga, und der 2. Bundesliga zu den dritthöchsten Spielklassen im deutschen Handball gehörte.

## Saisonverlauf
Süddeutscher Meister und Aufsteiger in die 2. Bundesliga wurde der TSV Milbertshofen. Vizemeister ohne Aufstiegsrecht wurde der SKV Oberstenfeld. Die Absteiger in die Oberligen waren TSV Baden Östringen, SV 1899 Niederbühl und der TSV 1860 Ansbach.

### Modus
Zwölf Mannschaften spielten eine Hin- und Rückrunde um die süddeutsche Meisterschaft und den Aufstieg
 in die 2. Bundesliga. Die Plätze zehn bis zwölf waren die Absteiger in die Oberligen.

### Teilnehmer und Abschlussplatzierungen
Nicht mehr dabei waren ein Aufsteiger und vier Absteiger aus der Vorsaison. Neu dabei waren vier
 Aufsteiger (N) aus den Oberligen Südbaden, Baden, Württemberg und der Bayernliga. 
|     | Mannschaft             | Spiele | Punkte |
| --- | ---------------------- | ------ | ------ |
| 1.  | TSV Milbertshofen      | 22     | 39:5   |
| 2.  | SKV Oberstenfeld       | 22     | 29:15  |
| 3.  | TV Hemsbach            | 22     | 28:16  |
| 4.  | TG 1848 Donzdorf (N)   | 22     | 25:19  |
| 5.  | TSB Horkheim           | 22     | 24:20  |
| 6.  | TSV Germania Malsch    | 22     | 23:21  |
| 7.  | SG Köndringen/Teningen | 22     | 22:22  |
| 8.  | TSV Viernheim 1906 (N) | 22 *   | 18:26  |
| 9.  | TSV Scharnhausen       | 22     | 18:26  |
| 10. | TSV Baden Östringen    | 22     | 14:30  |
| 11. | SV 1899 Niederbühl (N) | 22     | 13:31  |
| 12. | TSV 1860 Ansbach (N)   | 22     | 11:33  |

(N) = neu in der Liga (*) = hatte das bessere Torverhältnis
  Süddeutscher Meister und Aufsteiger zur 2. Bundesliga 1984/85

 Für die Regionalliga Süd 1984/85 qualifiziert

 Absteiger in die Oberligen